# Dichotomius maya
Dichotomius maya es una especie de escarabajo de la familia Scarabaeidae.

## Distribución geográfica
Habita en México y Belice.